# Újradna

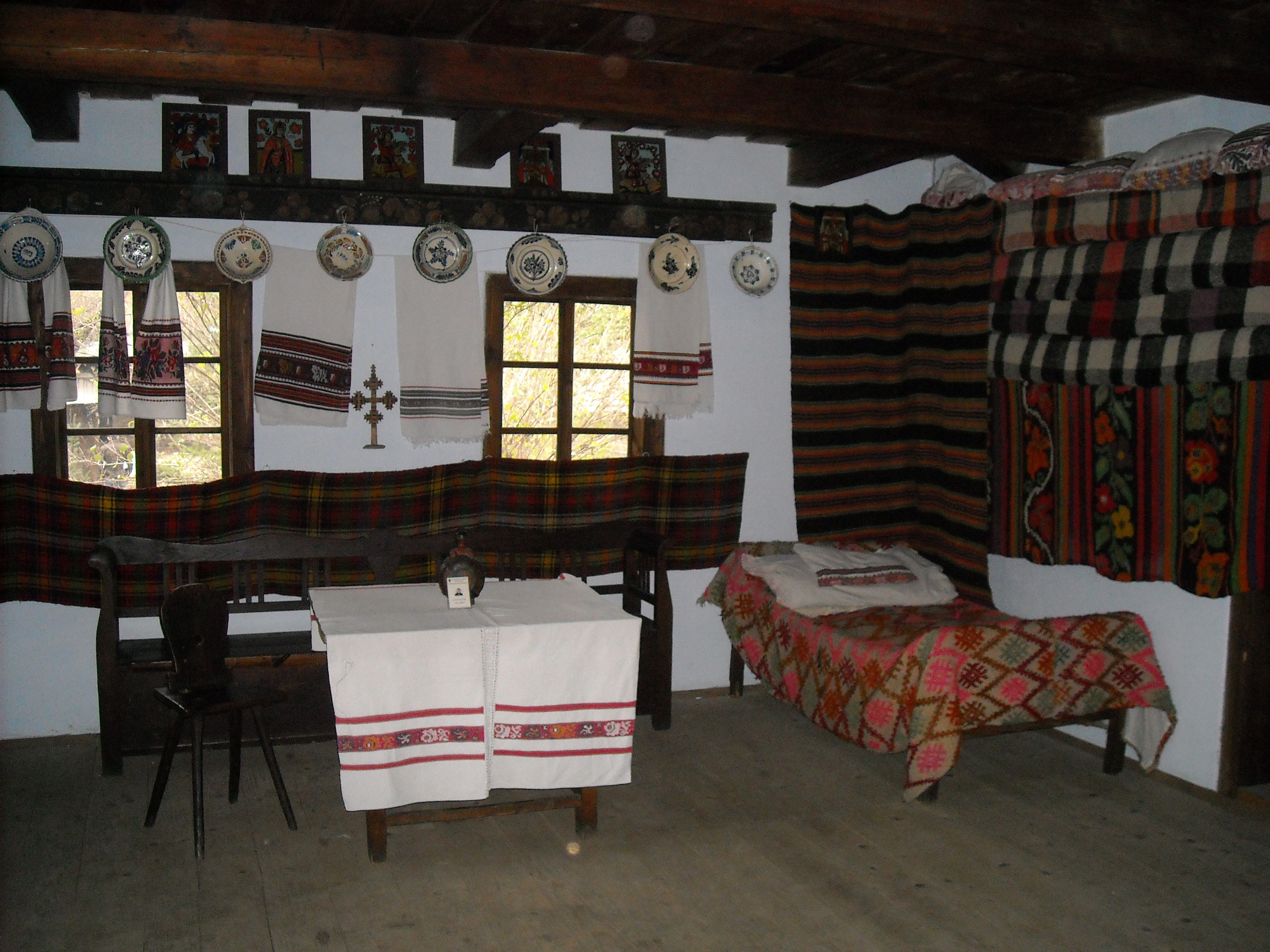
A ház elülső („tiszta”) szobája

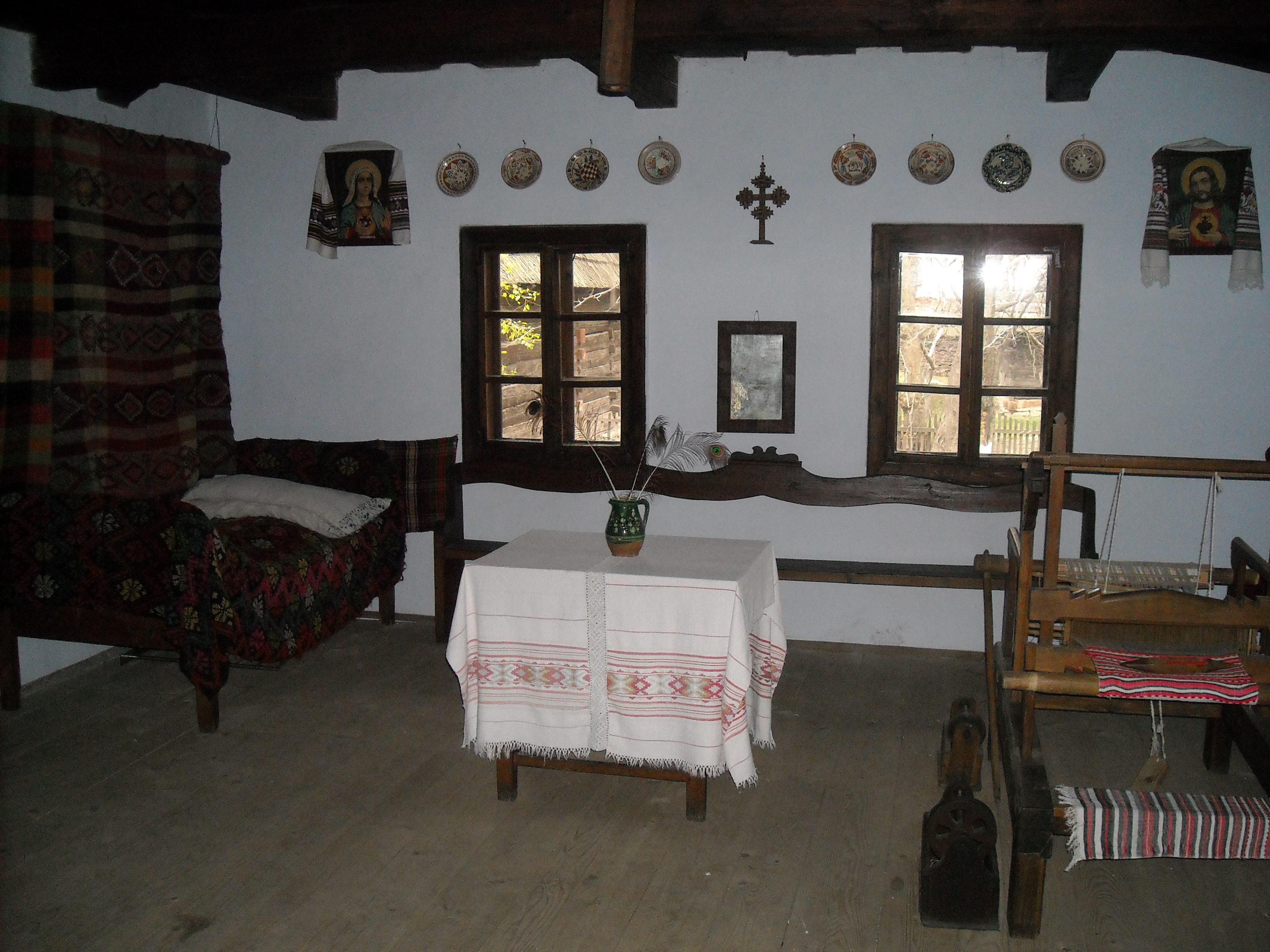
A ház lakószobája

Újradna (románul: Șanț, korábban Rodna Nouă is, németül: Neu-Rodna vagy Neurodenau) falu Romániában, Erdélyben, Beszterce-Naszód megyében.

## Nevének eredete
Magyar és német neve Óradnára utal, amelyhez a falu területe korábban tartozott és ahonnan valószínűleg első lakói is települtek. Először 1770-ben Rodna Nova alakban tüntették fel, ez a román névalak azonban csak hivatalos iratokban fordult elő. Román köznyelvi neve mindig Șanț volt, a német vagy magyar eredetű șanț ('sánc') szóból. Utóbbi a középkori eredetű és a 18. században a határőrség által is használt földsáncokra utal. Állandó megtelepülése előtt a környékére kaszálni vagy legeltetni tartó radnaiak hivatkozhattak rá így. Lakóinak csúfneve fripți ('sültek').

## Fekvése
Naszódtól 48, Besztercétől 56 kilométerre északkeletre, a Radnai-havasok déli, a Cohárd-hegység nyugati lábánál fekszik. Végigfolyik rajta a falu fölött eredő Nagy-Szamos.

## Népessége

### Általános adatok
Az első népességösszeírások óta lényegében állandóan növekedett népessége, 1850 és 2002 között hatszorosára. A növekedés a 19. század második felében volt a legerősebb és nem a természetes népességszaporulat, hanem a más településekről való bevándorlás idézte elő. 1956-ban kivált belőle Valeamáre.

### Etnikai és vallási megoszlás
- 1850-ben 481 lakosából 456 volt román, 18 cigány, négy magyar és három német nemzetiségű; 474 görög és hét római katolikus vallású.
- 2002-ben 2988 lakosából 2980 volt román nemzetiségű; 2508 ortodox, 394 pünkösdi, 45 adventista és 30 görögkatolikus vallású.

## Története
A Radnai-szorosban már 1412-ben létezett vámszedőhely Moldva felé. A 18. században a falu közepén, a későbbi görögkatolikus parókia helyén állt a harmincadhivatal, amely mellett karantén (Contumaz) is működött. (Az egyik ház alatt később meg tudták mutatni azt a gödröt, ahol a járvány idején Moldvából érkezőknek heteket kellett megfigyelés alatt tölteniük.) A század második felében, amikor a terület a II. Erdélyi Román Határőrezredhez tartozott, a később Tarnița Hoitului és Buba neveken emlegetett, középkori eredetű földbástyában és sáncaiban állandóan 78–80 fős őrség állomásozott. A vámhivatal körül kialakult település 1773-ban vált függetlenné Óradnától, és ugyanezen évben szentelték fel első (görögkatolikus) templomát is. Ezt a templomot később 1844-ben és 1869-ben is megnagyobbították. 1817-ben 38 határőrcsalád lakta 219 fővel, 52 zsellér és két cigány, összesen 287 fő. 1835 és 1880 között lakossága többszörösére duzzadt, főként a jelentős népességfölöslegű Borsából és Majorból történő beköltözés révén. A népességnövekedés később folytatódott, köszönhetően az erdőkitermelés megindulásának az 1870-es években, illetve a valeamárei fűrészárugyár alapításának az 1890-es években. 1876-ban Naszód vidékétől az akkor létrehozott Beszterce-Naszód vármegyéhez csatolták. 1882-ben nagyközséggé alakult. Rudolf Bergner német utazó ekkoriban rendezett és tiszta településnek írta le.
A budapesti székhelyű Beszterce-Naszódi Faipar Rt. az 1890-es években szabályozta a Nagy-Szamost. Kikotorta a medrét és három zsilipet szerelt föl, hogy faúsztatásra alkalmassá tegye. Az új templom építése után, 1910–11-ben, a községi elöljáróság felszámolta a templom körüli, ideiglenes putrikból álló cigánytelepet, lakóit pedig nagyrészt a falu északi részén, a Pe Cobășel és a Capul Cubavuluia nevű dűlőkben számukra kiosztott telkekre telepítette. A letelepedést elutasító cigányok elköltöztek a faluból. A letelepedők a falubeli románokéhoz hasonló boronaházakat építettek maguknak, dránicával fedve. Többségük a valeamárei fűrészüzemben vállalt munkát és élelmiszerért cserébe a románok földjeit kaszálta. 1918 második felében felkelés tört ki a faluban. A falusiak egy része elkergette a papot, a bírót és a jegyzőt és feldúlta a valeamárei üzemet.
1935-ben Dimitrie Gusti professzor tanítványai mérték fel a falu életének valamennyi aspektusát, falukutató tábor keretében. A kutatás eredményei végül nem jelentek meg önálló monográfiaként, csupán rövidebb tanulmányok formájában, de így is híressé tették a falut a román társadalomtudományban. A vizsgálat idején a falu népességében 40% körüli volt a vérbajosok aránya, amit a kutatók szerint az első világháborúból hazatérő katonák terjesztettek el.
1973-ban kezdődött meg a kitermelés a falutól északkeletre fekvő Valea Blaznei bányában, amely Románia egyik legnagyobb ólom- és cinkérckészletét aknázza ki.

## Látnivalók
- 1903 és 1906 között épült ortodox templomának érdekessége az Octavian Smigelschi által festett ikonosztáz.
- A falu két helyén is láthatók középkori eredetű, de még a 18. században is használt földbástyák: a Tarnița Hoitului vagy Buba a főutcáról délkeletre kiágazó út mentén, a Coasta Băștii pedig a falu nyugati részén, a Nagy-Szamos jobb partján.
- A falu a kiindulópontja a Valea Blaznei üdülőtelepen át az Ünőkőre vezető, kék kereszttel jelölt turistaútnak.
- A falu egykori papjáról és monográfusáról, Pamfiliu Grapiniről elnevezett falumúzeumot a volt görögkatolikus parókia 1860-ból származó épületében rendezték be.

## Híres emberek
- Itt született 1893-ban Enea Grapini szociáldemokrata politikus.
- Itt látogatta meg Németh László 1935-ben Dimitrie Gusti falukutató hallgatóit.

## Képek

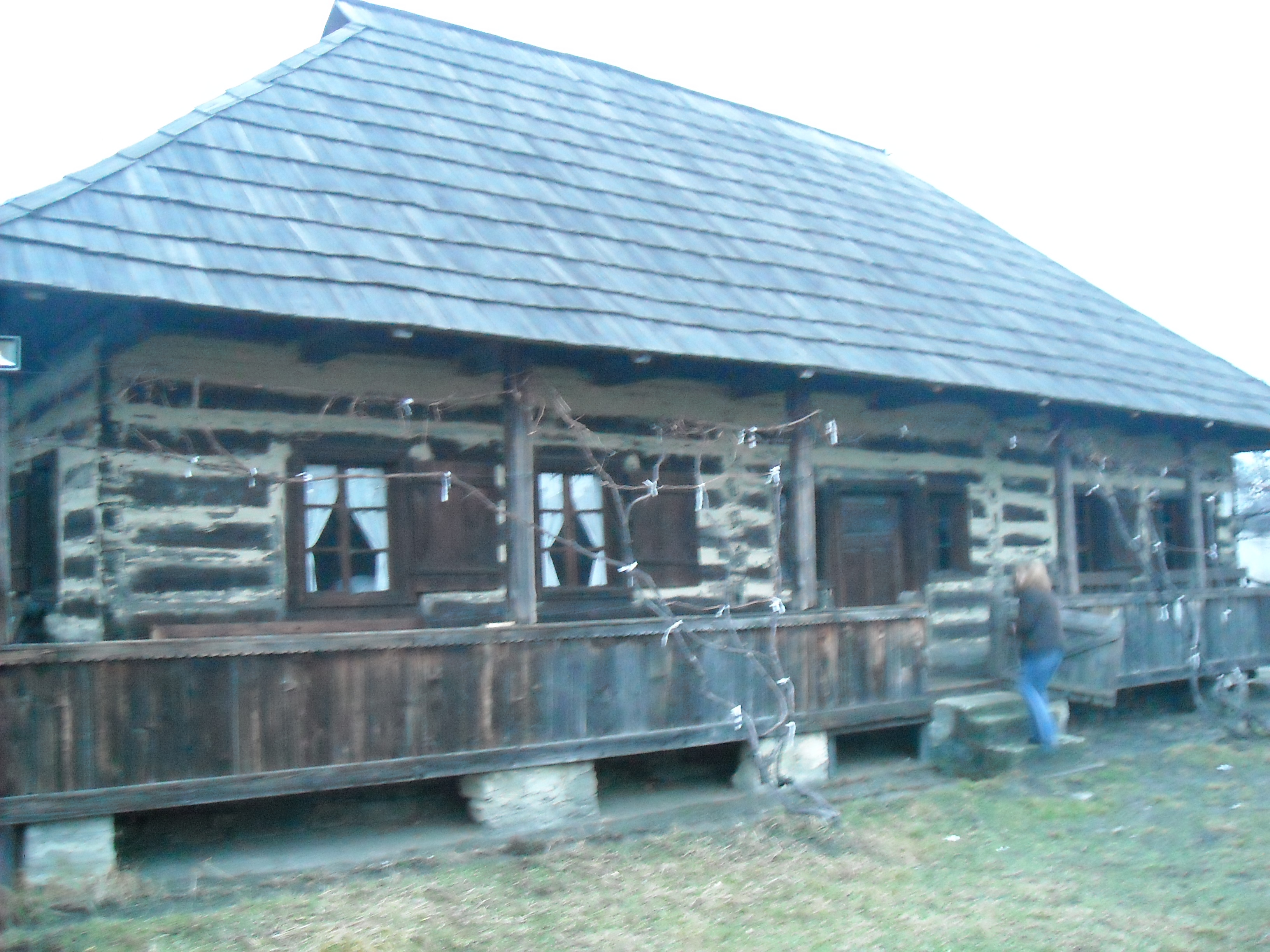
Újradnai parasztház a besztercei múzeumban
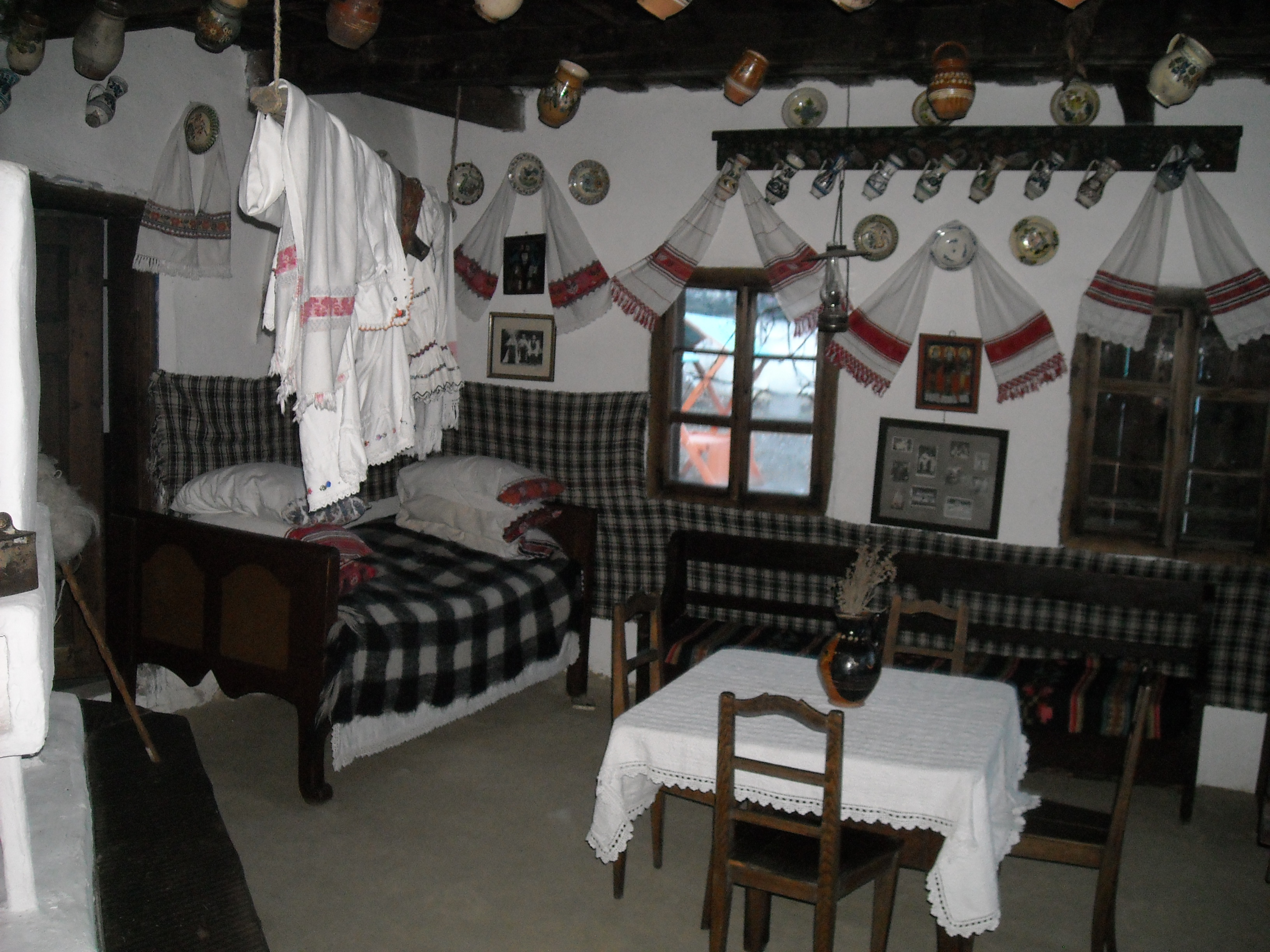
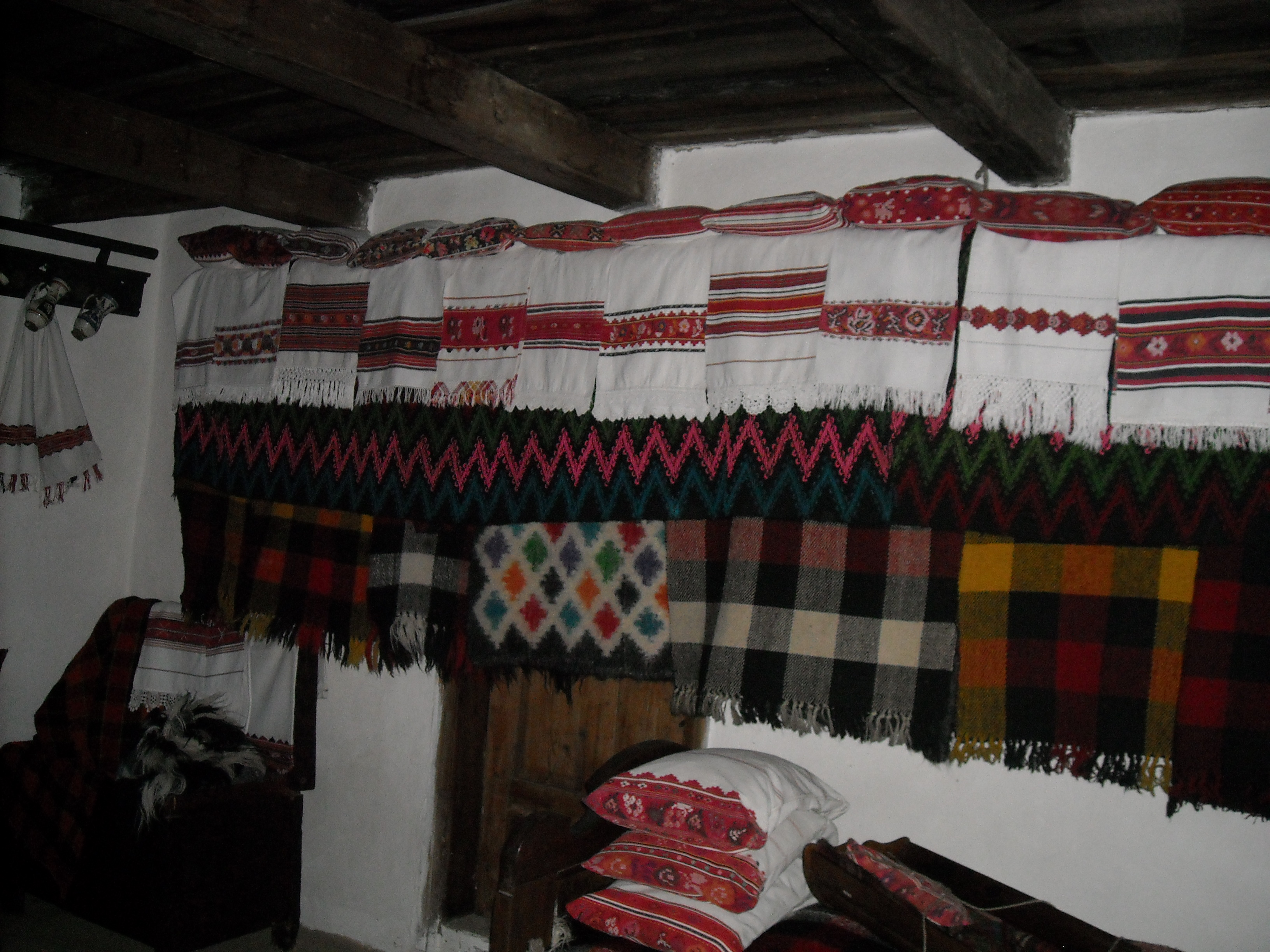
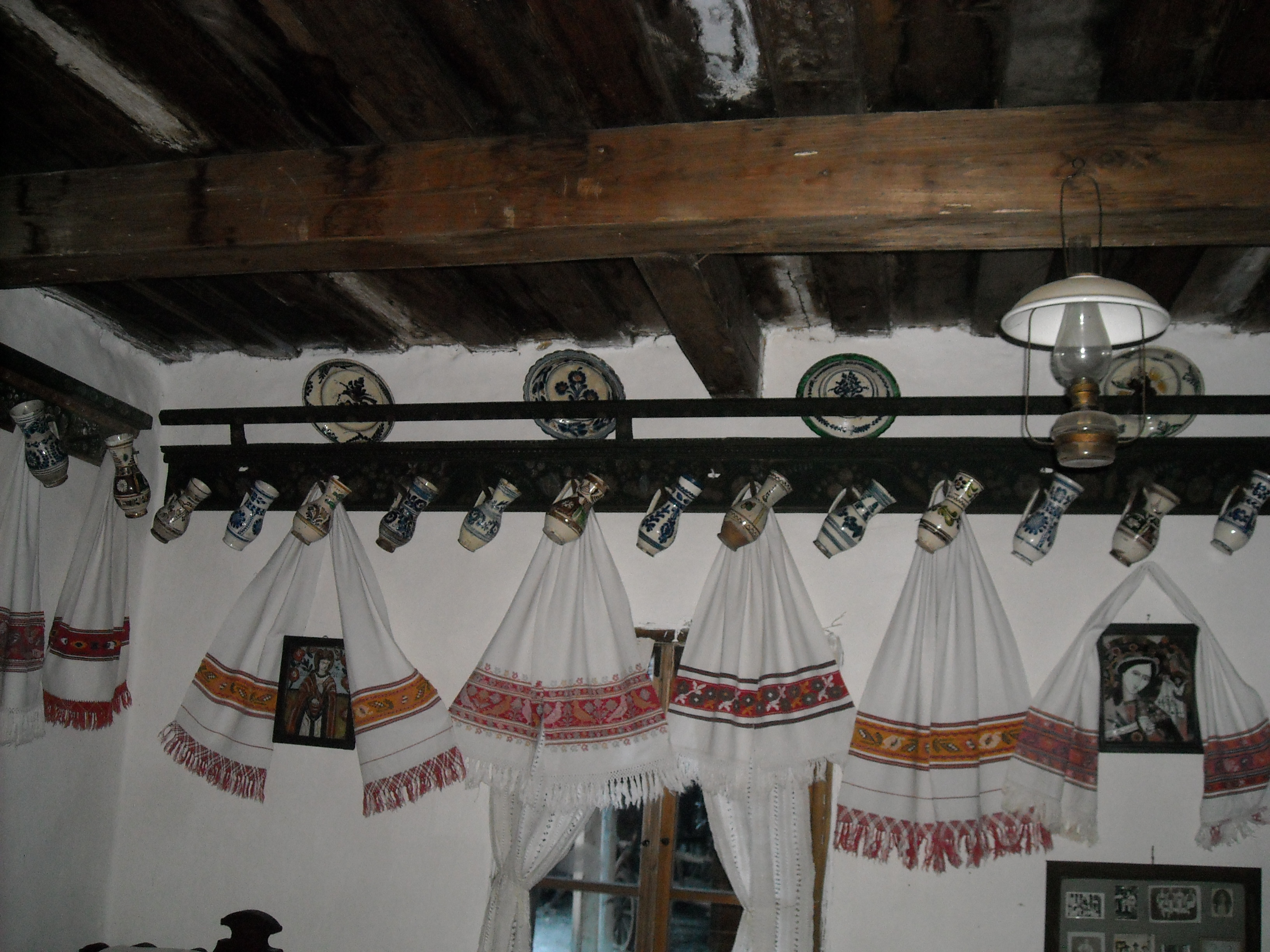
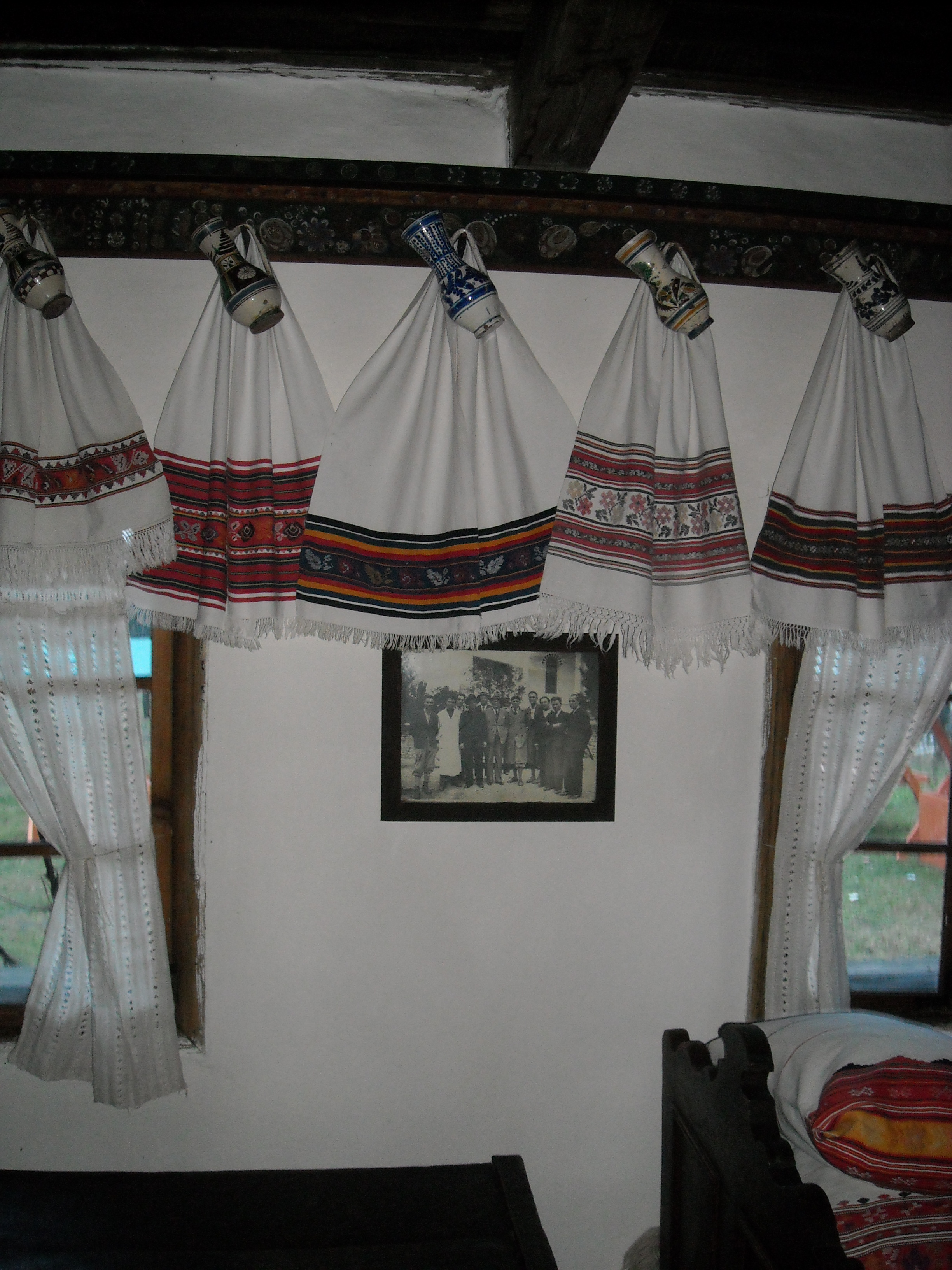
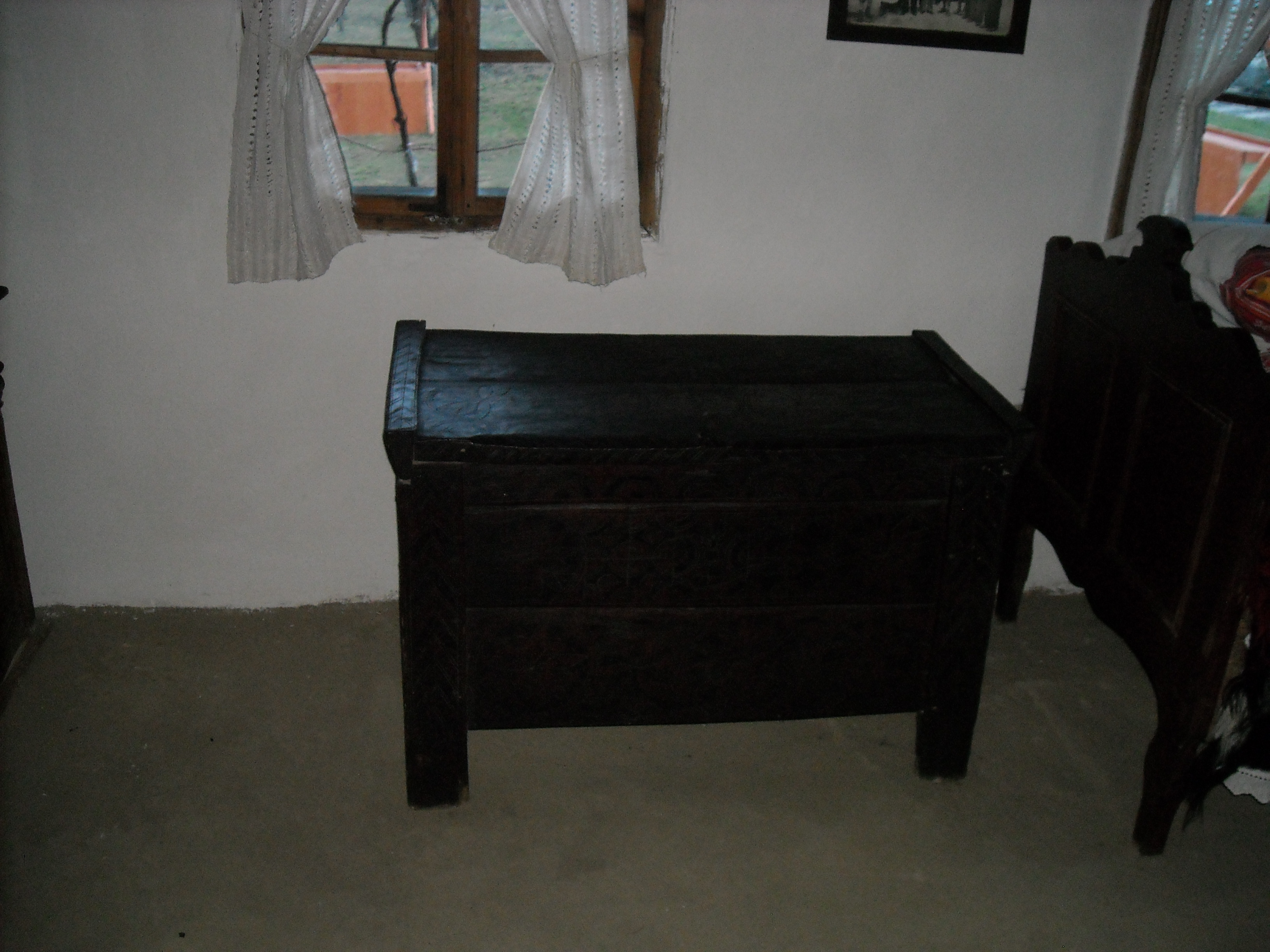
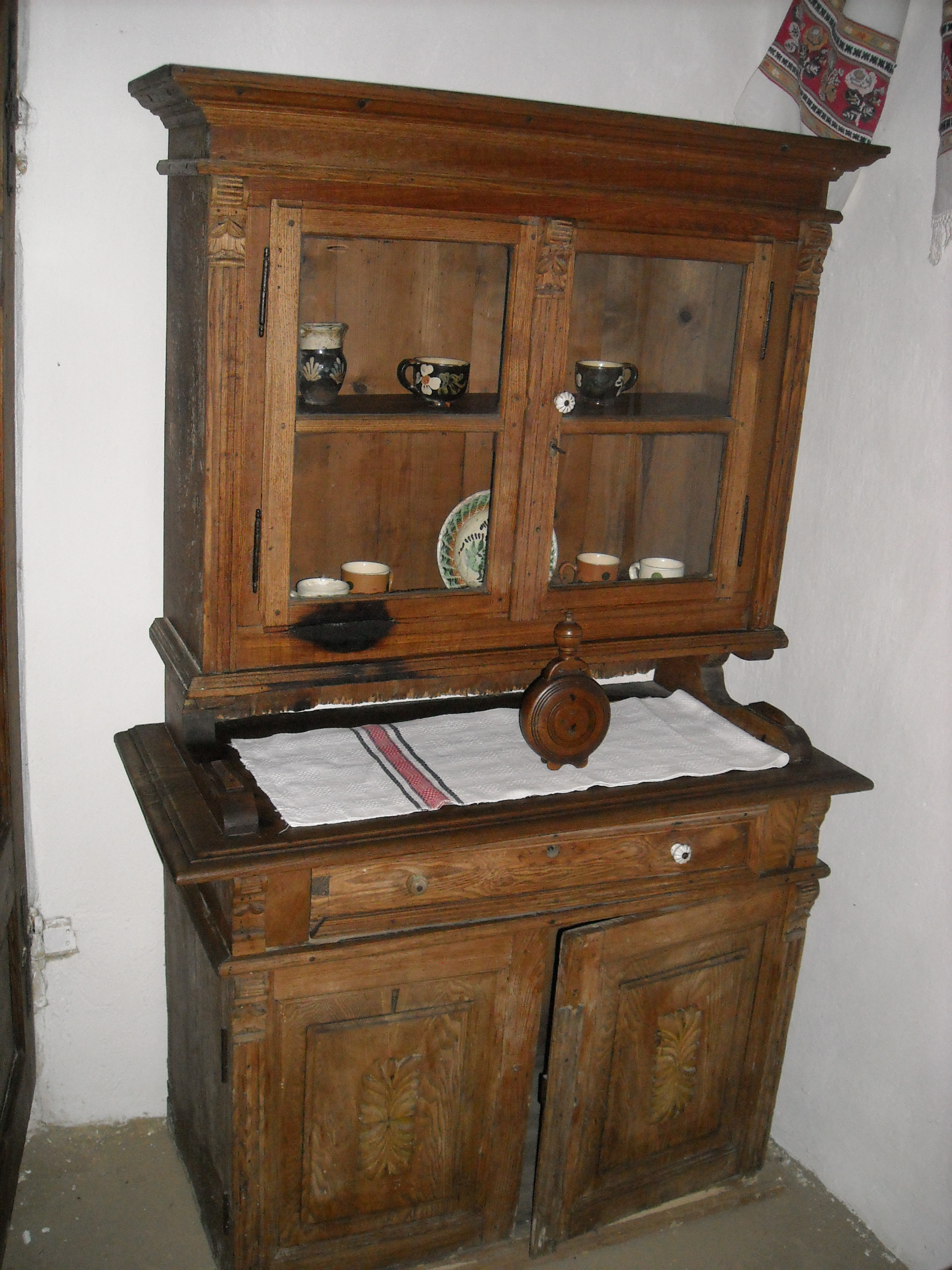